# Ageeth Boomgaardt
Ageeth Boomgaardt (Tilburgo, 16 de novembro de 1972) é uma ex-jogadora de hóquei sobre a grama neerlandesa que já atuou pela seleção de seu país. Conquistou duas medalhas olímpicas; uma de prata e outra de bronze.

## Carreira

### Olimpíadas de 2000
Nos Jogos de Sydney de 2000, Ageeth e suas companheiras de equipe levaram a seleção neerlandesa à conquista da medalha de bronze do torneio olímpico. Na primeira fase, os Países Baixos terminaram em terceiro lugar do grupo. Na segunda fase, composta por um único grupo de seis equipes, as neerlandesas também ficaram em terceiro, classificando-se assim para a disputa do bronze. Nesta partida, Ageeth Boomgaardt ajudou seu time na vitória de 2 a 0 sobre a Espanha.

### Olimpíadas de 2004
Ageeth conquistou uma medalha de prata nos Jogos Olímpicos de Atenas de 2004. A seleção neerlandesa chegou às semifinais após terminar a fase de grupos do torneio em primeiro lugar, com quatro vitórias em quatro jogos. Em 24 de agosto, os Países Baixos derrotaram a Argentina por 4 a 2, conseguindo vaga na grande final, que foi disputada dois dias depois contra as alemãs. Na decisão, a Alemanha venceu por 2 a 1, e Boomgaardt ficou com a prata.